# アビドス
アビドス（またはアビュドス）（アラビア語: أبيدوس）は、古代エジプトのエジプト神話に登場するオシリス神復活の地である。エジプト古王国時代にはすでに聖地であった。現在、アビドスには、エジプト新王国最盛期のファラオ、セティ1世、ラムセス2世の遺跡が残る。

## 概要
冥府の神オシリス信仰の中心地として知られ、ナイル川の西岸の砂漠にある。
アビドスの墓地の守護神は「ケンティアメンティウ（西方の第一人者）」であったが、エジプト古王国後半以降のオシリス信仰の興隆によって、故王がオシリスに変容するという教義が確立すると共にオシリスと同一視され、オシリス信仰の総本山となった。
上エジプトの重要な都市ティニスの墓地であった。アビドスでは、第5王朝にオシリス神の祭儀の中心地となった。遅くとも第12王朝時代にはオシリスの死と復活を扱った聖劇がアビドスで演じられるに至った。セティ1世など歴代のファラオはアビドス神殿の造営に励み、またアビドスに自分の記念神殿を建てた。このうち、セティ一世の神殿は大部分が保存されており、7柱の神に捧げた7つの礼拝堂には彩色浮彫がある。また廊下の壁面には「アビドス王名表（Abydos King List）」が刻まれている。この王名表は、初代ファラオから始まる諸王の名が順に記載されている碑文である。
また、アビドスの諸神殿の周囲にはプトレマイオス朝の時代から古代ローマ時代に至る、さまざまな時期の墓地が多く、アビドスはエジプト考古学において、非常に重要な場所であると目されており、現在でも考古学者による発掘が続けられている。

## 遺跡
19世紀になってエジプト第1王朝とエジプト第2王朝の王たちの墳墓が発見された。しかし、それらの多くは死体を埋めない記念碑と考えられている。また民衆の巡礼の対象と成った。オシリスの近くに埋葬されたいと願う信者たちの巡礼地とって、そこに葬られた者もあった。アビドスに葬られない場合には死者の名前などを記した石を置いたらしく、そのような石が多数発見されている。
また、アビドスからは、著名な「イルティセン碑文」が出土している。その内容は以下のとおりである。
| 「 | 私は神聖な祭儀から生まれたヒエログリフの秘密を知っています。あらゆる呪文やまじないに通じ、実際に行うこともできます。私は卓越した芸術的才能に恵まれ、そのあらゆる奥義を身につけております。測量計算、あるいは物を正確に切ったりはめ込んだりすることもできます。私は男性像の彫り方も、どうすれば美しい女性像が仕上がるかもしております。・・・・恐怖に震え慄く捕虜、横目、パニックに陥った敵兵の表情、カバ狩りの場面、人間が走る時の足の動きの描写・・・・異なる顔料の調合方法・・・・いずれも私しか知らないこと、私にしかできないものばかりです。いや、神のお許しを得て私の長男には伝授しましたので、私と私の長男だけが知っている芸術の秘密だと申し上げるべきでしょう。長男が、金銀から象牙やエボナイトに至るすべての高価な材料を用いて素晴らしい芸術作品を生み出す力を身につけているのを私はすでに見知っているのです。 | 」 |

## オーパーツ説と真相
壁画の一部には、ヘリコプター・潜水艦・戦闘機などに見える絵が描かれている。このため、オーパーツとして取り上げられた事があった。
実際には、当時の王をたたえる神殿の文字などを彫り、その後、王が次の代に替わった後に漆喰を塗って文字を彫り直した。それから長い年月が経ち、文字を彫った漆喰が剥がれ落ちて、先に彫った一部の文字がくっついてしまったのが、前述したものに見えてしまった理由である。従って、実際は神殿に王名を彫り込んだヒエログリフに過ぎない。